# Die Geschichte des christlichen Maklers: Der junge Mann mit der abgehackten Hand und die Dame

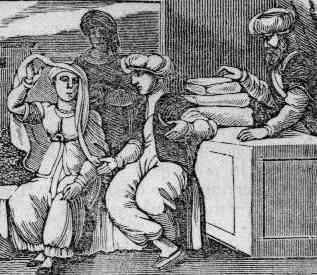
Illustration, 1883

Die Geschichte des christlichen Maklers: Der junge Mann mit der abgehackten Hand und die Dame ist eine Geschichte aus Tausendundeine Nacht. Sie steht in Claudia Otts Übersetzung als Die Geschichte des christlichen Maklers: Der junge Mann mit der abgehackten Hand und die Dame (Nacht 109–121), bei Max Henning und bei Gustav Weil als Geschichte des Christen.

## Inhalt
Der Makler erzählt, wie ein vornehmer junger Mann ihm eine Ladung Sesam verkaufte, aber dann das Geld nicht abholt. Seine rechte Hand fehlt. Er erzählt, wie er aus Bagdad nach Kairo kommt, Stoff verkauft und sich in eine Dame verliebt. Jeden Abend besucht er sie, sie speisen, trinken und schlafen zusammen, er lässt Geld da. Als er nichts mehr hat, nimmt er im Gedränge eines Mannes Geldbörse. Man schlägt seine Hand ab. Als die Geliebte es sieht, tut er ihr leid. Sie heiratet ihn und hinterlässt ihm Reichtümer. Der Makler willigt ein, ihn auf eine Reise zu begleiten.

## Einordnung
Es erzählt der Makler dem Kaiser von China in Der Bucklige, der Freund des Kaisers von China, und dass er so in sein Land kam. Es folgen Die Geschichte des Küchenchefs: Der junge Mann aus Bagdad und die Sklavin Subeidas, der Gemahlin des Kalifen, Die Geschichte des jüdischen Arztes: Der junge Mann aus Mosul und die ermordete Dame, Die Geschichte des Schneiders: Der hinkende junge Mann aus Bagdad und der Friseur. Abgehackte Hände kommen auch vor in Die Geschichte des zweiten Bettelmönchs, Die Geschichte des jüdischen Arztes: Der junge Mann aus Mosul und die ermordete Dame.
Der Text erwähnt als Getreidemaß Irdabb, als Geldeinheit Dirham, das Kairoer Stadttor Bab Suweila.